# Mitko Stojkovski
Dimitrija „Mitko“ Stojkovski (mazedonisch Митко Стојковски; * 18. Dezember 1972 in Bitola) ist ein ehemaliger mazedonischer Fußballspieler. Er spielte beim FK Pelister, FK Roter Stern Belgrad, Real Oviedo und dem VfB Stuttgart. Darüber hinaus bestritt er 29 Länderspiele für Mazedonien.
Seit 2006 ist er Vorsitzender seines Heimatvereins FK Pelister.